# Leopold (książę Albany)
Leopold, książę Albany (ang. Leopold George Duncan Albert; ur. 7 kwietnia 1853 w Londynie, zm. 28 marca 1884 w Cannes) – książę Albany, ósme dziecko i najmłodszy syn królowej brytyjskiej, Wiktorii, oraz Alberta z Saksonii-Coburga-Gothy.

## Biografia
Urodził się 7 kwietnia 1853 roku w Buckingham Palace w Londynie jako ósme dziecko i najmłodszy syn królowej brytyjskiej, Wiktorii, oraz Alberta z Saksonii-Coburga-Gothy. W czasie porodu królowa Wiktoria zdecydowała się na przyjęcie chloroformu, czym przyczyniła się do popularyzacji znieczulenia. Podającym znieczulenie był brytyjski lekarz, John Snow.
Leopold był bardzo blisko związany ze swoją matką. Wiktoria ze względu na jego słabe zdrowie nie wymagała od niego, by się korzystnie ożenił. Od urodzenia książę cierpiał na hemofilię. W wieku 19 lat zaczął uczęszczać do Christ Church w Oksfordzie, a w 1876 roku otrzymał doktorat honoris causa z prawa cywilnego.
27 marca 1884 potknął się i upadł, uderzając się w głowę. Zmarł następnego dnia, prawdopodobnie z powodu krwotoku mózgowego zaostrzonego przez hemofilię.
Do historii Leopolda nawiązano w serialu The Irregulars wyprodukowanego dla Netflix.

## Małżeństwo i potomstwo
27 kwietnia 1882 roku w kaplicy św. Jerzego ożenił się z Heleną Waldeck-Pyrmont, siostrą Emmy, królowej Holandii. Mieli dwoje dzieci:
- Alicja (ang. Alice Mary Victoria Augusta Pauline; ur. 25 lutego 1883 roku, zm. 3 stycznia 1981 roku).
- Karol Edward (ang. Leopold Charles Edward George Albert; ur. 19 lipca 1884 roku, zm. 6 marca 1954 roku).

## Genealogia
| Prapradziadkowie                         | Ernest II z Saksonii-Gothy-Altenburga (1745-1804) ∞1769 Maria Sachsen-Meiningen (1751-1827)                  | Wielki Książę Fryderyk Franciszek z Mecklemburgii-Schwerin (1756-1837) ∞1775 Luiza Sachsen-Gotha (1756-1806) | Ernest Fryderyk z Saksonii-Coburga-Saalfeld (1724-1800) ∞ 1749 Zofia z Brunszwiku-Wolfenbüttel (1724-1802)   | Ernest Fryderyk z Saksonii-Coburga-Saalfeld (1724-1800) ∞ 1749 Zofia z Brunszwiku-Wolfenbüttel (1724-1802)   | Henryk XXIV Reuss-Ebersdorf (1724-1779) ∞1754 Karolina Erbach-Schönberg (1727-1796)                          | Fryderyk Ludwik Hanowerski (1707-1751) ∞ 1739 Augusta Sachsen-Gotha (1719-1772)                                | Karol Ludwik Mecklenburg-Mirow (1708-1752) ∞1735 Elżbieta Albertyna z Saksonii-Hildburghausen (1713-1761)      | |
| Pradziadkowie                            | Emil Sachsen-Gotha-Altenburg (1772-1822) ∞1797 Luiza Karolina Mecklenburg-Schwerin (1779-1801)               | Emil Sachsen-Gotha-Altenburg (1772-1822) ∞1797 Luiza Karolina Mecklenburg-Schwerin (1779-1801)               | Franciszek z Saksonii-Coburga-Saalfeld (1750-1806) ∞1777 Augusta Reuss-Ebersdorf (1757-1831)                 | Franciszek z Saksonii-Coburga-Saalfeld (1750-1806) ∞1777 Augusta Reuss-Ebersdorf (1757-1831)                 | Franciszek z Saksonii-Coburga-Saalfeld (1750-1806) ∞1777 Augusta Reuss-Ebersdorf (1757-1831)                 | Król Wielkiej Brytanii Jerzy III Hanowerski (1738-1820) ∞1761 Zofia Charlotta Mecklenburg-Strelitz (1774-1818) | Król Wielkiej Brytanii Jerzy III Hanowerski (1738-1820) ∞1761 Zofia Charlotta Mecklenburg-Strelitz (1774-1818) | Król Wielkiej Brytanii Jerzy III Hanowerski (1738-1820) ∞1761 Zofia Charlotta Mecklenburg-Strelitz (1774-1818) |
| Dziadkowie                               | Ludwika z Saksonii-Gothy-Altenburga (1800-1831) ∞ 1817 Ernest I z Saksonii-Coburga-Gothy (1784-1844)         | Ludwika z Saksonii-Gothy-Altenburga (1800-1831) ∞ 1817 Ernest I z Saksonii-Coburga-Gothy (1784-1844)         | Ludwika z Saksonii-Gothy-Altenburga (1800-1831) ∞ 1817 Ernest I z Saksonii-Coburga-Gothy (1784-1844)         | Ludwika z Saksonii-Gothy-Altenburga (1800-1831) ∞ 1817 Ernest I z Saksonii-Coburga-Gothy (1784-1844)         | Wiktoria z Saksonii-Coburga-Saalfeld (1787-1861) ∞1818 Edward August Hanowerski (1767-1820)                  | Wiktoria z Saksonii-Coburga-Saalfeld (1787-1861) ∞1818 Edward August Hanowerski (1767-1820)                    | Wiktoria z Saksonii-Coburga-Saalfeld (1787-1861) ∞1818 Edward August Hanowerski (1767-1820)                    | Wiktoria z Saksonii-Coburga-Saalfeld (1787-1861) ∞1818 Edward August Hanowerski (1767-1820)                    |
| Rodzice                                  | Albert z Saksonii-Coburga-Gothy (1819-1861) ∞ 1840 Królowa Wielkiej Brytanii Wiktoria Hanowerska (1819-1901) | Albert z Saksonii-Coburga-Gothy (1819-1861) ∞ 1840 Królowa Wielkiej Brytanii Wiktoria Hanowerska (1819-1901) | Albert z Saksonii-Coburga-Gothy (1819-1861) ∞ 1840 Królowa Wielkiej Brytanii Wiktoria Hanowerska (1819-1901) | Albert z Saksonii-Coburga-Gothy (1819-1861) ∞ 1840 Królowa Wielkiej Brytanii Wiktoria Hanowerska (1819-1901) | Albert z Saksonii-Coburga-Gothy (1819-1861) ∞ 1840 Królowa Wielkiej Brytanii Wiktoria Hanowerska (1819-1901) | Albert z Saksonii-Coburga-Gothy (1819-1861) ∞ 1840 Królowa Wielkiej Brytanii Wiktoria Hanowerska (1819-1901)   | Albert z Saksonii-Coburga-Gothy (1819-1861) ∞ 1840 Królowa Wielkiej Brytanii Wiktoria Hanowerska (1819-1901)   | Albert z Saksonii-Coburga-Gothy (1819-1861) ∞ 1840 Królowa Wielkiej Brytanii Wiktoria Hanowerska (1819-1901)   |
| Leopold Sachsen-Coburg-Gotha (1853-1884) | | | | | | | | |